# 花石綱

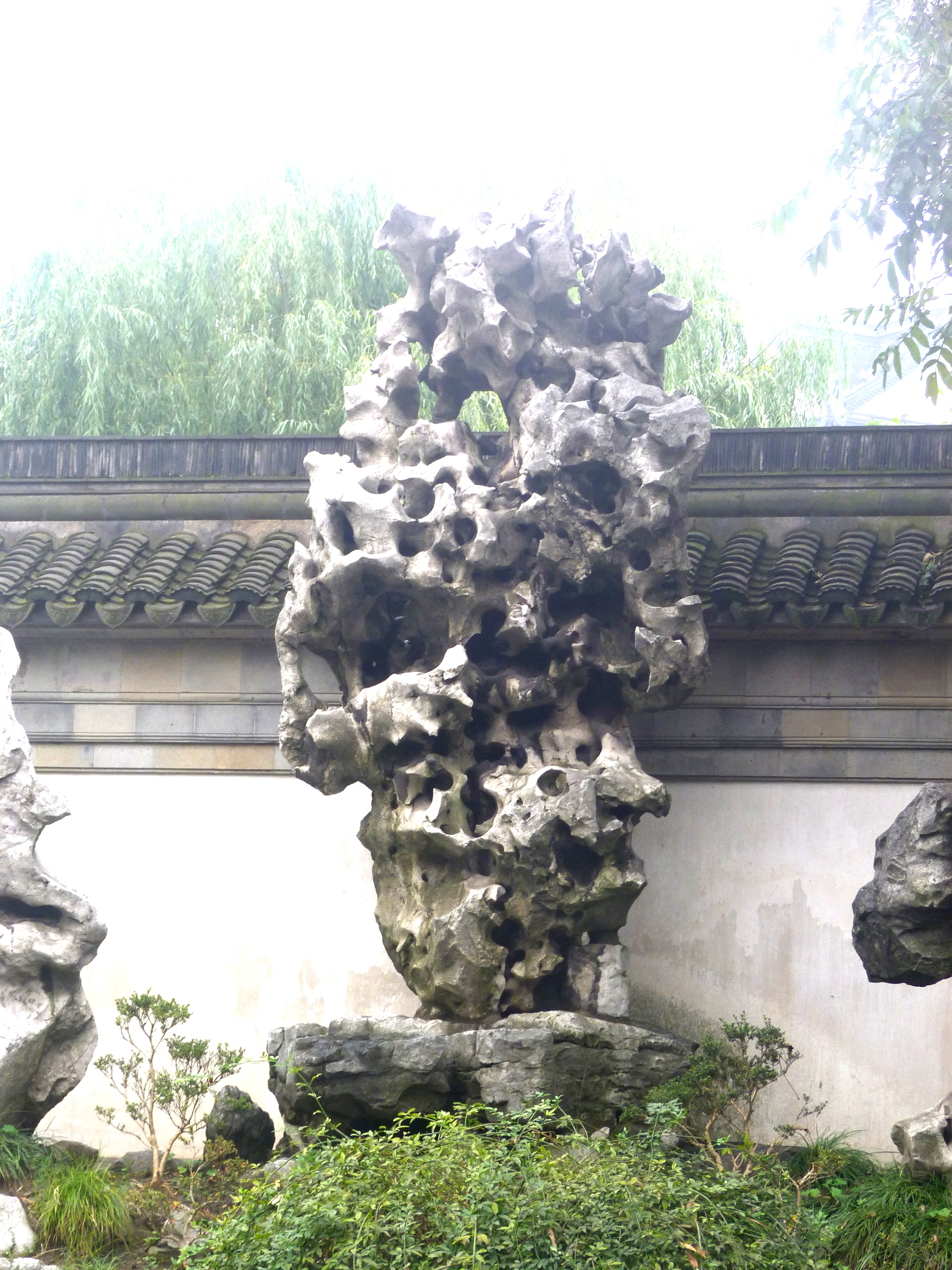
豫園宋徽宗花石綱

花石綱（かせきこう）は、中国の北宋末期、第8代皇帝徽宗が庭園を造るために調達させた珍花・名木・奇石などのこと。あるいは、それを運ぶ船団のこと。
なお、綱とは貨物を指す言葉である。

## 概要
徽宗は文人・画人としての才能を持ち、絵画・建築・造園などに優れていた。そのため、造園に必要な珍花・名木・奇石（太湖石など）を、童貫や蔡京、後には蔡京の推挙した朱勔（しゅべん）らに集めさせた。
調達は、主に中国南部の江南地方で行われた。目に留まった物は強制的に買い上げ、あるいは強奪し、運河や陸路を利用して首都・開封へ運ばせた。その方法は以下のようものであった。
1. 陸路で輸送する際は、邪魔になる民家を取り壊す。
2. 運河で輸送する際は、邪魔になる橋を取り壊す。また運河が占有され通常の利用に支障をきたした。
3. 運搬に際しては、原型を留めるため、丁寧な梱包（細部が欠けないよう、膠や粘土などの柔らかい物体で凹部などを保護する）が行われた。梱包された物が大きくなり、また梱包に時間がかかることも、庶民の負担となっている（上記1、2に関係する）。

このような強引な調達方法や、運搬にも多額の費用・労働力がかかったことから民衆の恨みを買った。その結果、「朱勔を誅せよ」と掲げた方臘の乱を初めとする民衆蜂起が、江南地方一帯で発生する一因となった。欽宗は即位後に朱勔・蔡京・童貫を流罪とし、さらに病死した蔡京を除く両名を誅殺している。

## 水滸伝への登場
明代に成立した小説『水滸伝』は、時代を北宋末期に設定しており、楊志に絡んで花石綱が登場する。終盤の方臘の反乱も、花石綱に関係している。
『水滸伝』の原形となった『大宋宣和遺事』にも、花石綱のエピソードが登場する。